# Scuzzlebutt
Scuzzlebutt (C*lo Sucio en España y Latinoamérica) es un personaje ficticio de la serie animada South Park. Se trata de  un monstruo que vive en la cima de una montaña. Tiene un pedazo de apio como brazo y Patrick Duffy como pierna. Aparece en el episodio "Volcano" y ha tenido varias apariciones desde entonces.
En el episodio "Volcano", Cartman cuenta la historia de Scuzzlebutt para asustar a sus amigos, representándolo como un monstruo aterrador, aunque ellos no le creen. Con el fin de asustarlos aún más, Cartman se disfraza de Scuzzlebutt; este plan fracasa y Cartman casi muere fusilado.
Más tarde un volcán cercano a la ciudad entra en erupción quedando Cartman y los otros atrapados, ya que los habitantes de la ciudad habían construido una zanja para protegerse de la lava. En ese momento aparece Scuzzlebutt y teje un cesto de mimbre que salva a los niños. Poco después, Stan mata a Scuzzlebutt para probar a su tío Jimbo que él es un buen sobrino, pero eso no funciona. En la película South Park: Bigger, Longer & Uncut, Scuzzlebutt fue uno de los muchos personajes que fueron resucitados al final de la película.

## Apariencia
Scuzzlebutt es una criatura grande de color marrón, con Patrick Duffy (Ricky Martin en el doblaje español) como pierna, y un pedazo de apio como brazo. Tiene el pelo castaño oscuro y una barba de color marrón. Es un tipo de carácter dulce y con un conocimiento básico del inglés: Sólo se muestra capaz de decir "amigo" y "Volcán". Es solitario, pero sin miedo de los seres humanos. Él es benévolo y amable, como se muestra, por ejemplo, al  salvar a los niños en una cesta de mimbre y dando algunas flores recién cosechadas de la montaña para la alcaldesa McDaniels.

## Relaciones con otros personajes
Amigos:
- Kyle Broflovski
- Eric Cartman
- Kenny McCormick
- Alcaldesa McDaniels

Enemigos:
- Stan Marsh
- Jimbo Kern
- Ned Gerblansky

## Apariciones

### En la serie
- "Volcán": Primera aparición
- "La ciudad en el borde de para siempre": Aparece en un flashback, pero tiene a Brent Musburger en la pierna, en vez de Patrick Duffy.
- "Jakovasaurs": Visto en el fondo cuando Ned llama para ver si su caja de voz ha llegado.
- "South Park: Más grande, más largo y sin cortes": Aparece al final cantando Mountain Town Reprise.
- "La estrambótica aventura de abuso sexual": Una persona con la foto de Scuzzlebutt en una camiseta está detrás de Kyle en el concierto.
- "Scott Tenorman debe morir": Una persona con la foto de Scuzzlebutt en una camiseta está de pie detrás de los chicos cuando Kenny muere.
- "La Copa Stanley": Una lectura titular de prensa que dice "¿Quién es Scuzzlebutt?" es visible detrás de jefe de Stan en el comienzo del episodio.
- "Major Boobage": Una persona con la foto de Scuzzlebutt en una camiseta es visto durante un reporte especial en la televisión.
- "Truth and Advertising": Una lectura titular de prensa que dice "¿Quién es Scuzzlebutt?" es visible en la sala de redacción de la escuela.
- "Tegridy Farms Halloween Special": Una calabaza en la fiesta de Halloween de Randy tiene una imagen de Scuzzlebutt tallada.

### En videojuegos
- South Park (videojuego): Scuzzlebutt aparece como un jefe en la versión Game Boy del juego.
- South Park: Chef's Luv Shack: En el minijuego "Scuzzlebutt", Tienes que rescatar a él y a Patrick Duffy del fuego.
- South Park Rally: Scuzzlebutt está disponible en este juego.
- South Park 10: The Game: Es el protagonista del juego.
- South Park: The Stick of Truth: Aparece como una estatua en la tienda de Jimbo. A veces su cabeza aparece durante los consejos del juego y salta dentro y fuera de la pantalla cuando el juego está en pausa.
- South Park: Phone Destroyer: Scuzzlebutt es visto en la tarjeta de Hermes Kenny, Scuzzlebutt aparece como carta activa dentro del juego (a partir de mayo del 2021).